# Orazio Vecchi

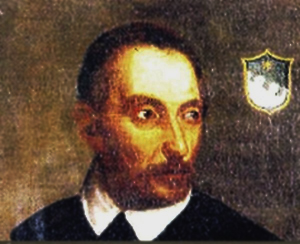
Ritratto di Orazio Vecchi

Orazio Vecchi (Modena, 6 dicembre 1550 – Modena, 19 febbraio 1605) è stato un compositore e musicista italiano del tardo periodo rinascimentale, noto soprattutto per i suoi madrigali.

## Vita
Nacque a Modena e studiò con Salvatore Essenga, un monaco dell'ordine dei Servi di Maria; contemporaneamente era guidato negli studi spirituali in un monastero benedettino. Prese i voti nel 1577.
Sin dalla fine degli anni settanta del secolo aveva frequenti relazioni coi musicisti della Scuola veneziana, come Claudio Merulo e Giovanni Gabrieli, quindi collaborò con essi nella realizzazione di una sestina per un matrimonio ducale. In questo periodo si trovava in viaggio al séguito del conte Baldassarre Rangoni, da Bergamo a Brescia.
Occupò la carica di Maestro di cappella presso Salò dal 1581 al 1584. Poi divenne direttore di coro a Reggio Emilia fino al 1586. Nello stesso anno si trasferì a Correggio, ove scrisse moltissimo, benché si sentisse isolato dai maggiori centri musicali come Roma, Venezia, Firenze e Ferrara. Per ovviare a ciò tornò a Modena, ove ricoprì la carica di mansionario (sacerdote che cura anche il coro). In questo periodo ebbe delle difficoltà finanziarie, come accennò in alcune lettere.
Nel 1597 visitò Venezia, ove pubblicò una raccolta di canzonette ed una nutrita serie di altre composizioni, verosimilmente i frutti dei sedici anni precedenti a Correggio ed altre città. Una delle più importanti composizioni, che poi rimarrà la più nota, è l'Amfiparnaso, una via di mezzo tra madrigale e melodramma.
Nel 1598 il duca Cesare d'Este chiamò Vecchi come maestro di corte. A Firenze Vecchi udì il nuovo genere dell'opera nell'Euridice di Jacopo Peri.
In séguito tornò a Modena, ove continuò a servire nella cattedrale fino alla sua morte nel 1605.

## Stile
Orazio Vecchi eccelse nella composizione di madrigali, che sviluppò in una forma particolare, la “commedia madrigalistica”, nella quale più madrigali sono riuniti assieme per formare una storia completa e coerente. La forma aveva già avuto fortuna precedentemente con Alessandro Striggio, ma fu il Vecchi a portarla in luce e renderla una delle forme drammatiche più apprezzate nel tardo Cinquecento. Una delle miscellanee più riuscite è senz'altro il citato Amfiparnaso, che fu fonte d'ispirazione per tanti altri madrigalisti successivi, come Adriano Banchieri. 
Vecchi compose anche alcuni libri di canzonette, un'alternativa al madrigale, via di mezzo in serietà e complessità tra il precedente e la villanella. Scrisse anche dei madrigali serî, benché in quantità assai inferiore a quelli di Luca Marenzio e della musica sacra. Quest'ultima mostra tendenze stilistiche molto vicine alla scuola veneziana, con scritture a cori battenti e ritmate dal contrasto tra tempi bipartiti e tripartiti.
Lo stile delle sue opere è chiaro e semplice, ma non semplicistico. Nelle opere sacre mantenne rigorosamente sempre un carattere contrappuntistico, mentre la chiara semplicità emerse soprattutto nella musica profana: lui stesso si prefiggeva di trattare nello stesso modo il “piacevole” ed il “grave”, che rappresentano i due poli della vita umana. 

### Amfiparnaso

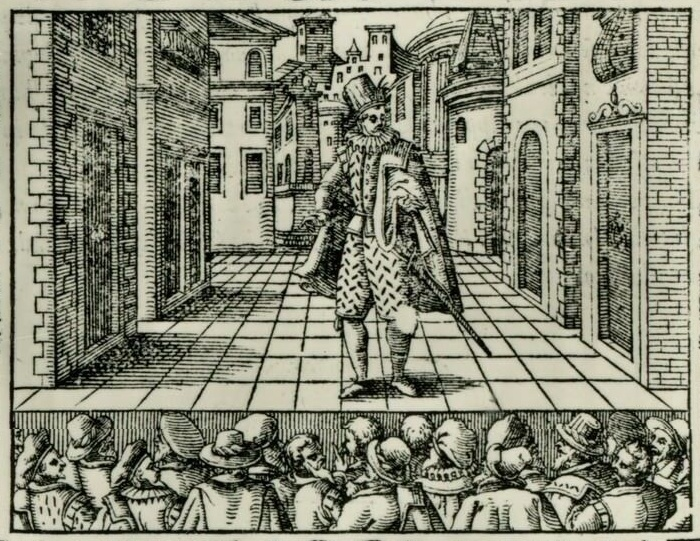
Xilografia di un attore che recita il prologo di L'Amfiparnaso, Venezia 1597

Con il titolo, l'autore, si attribuiva la definizione di doppio Parnaso, sia della poesia sia della musica. Secondo le intenzioni del Vecchi, chiarite nel prologo, l'Amfiparnaso nacque come una commediola di maschere, destinata solo ad una audizione e non certo alla rappresentazione.
Il lavoro costituì una esemplare fusione tra teatro e musica, in base allo stile polifonico, quindi entrò nella storia della musica come ultimo e definitivo sviluppo del madrigale dialogico.
Ogni personaggio dell'opera viene espresso da cinque voci, senza alcun accompagnamento musicale, consentendo così di approfondire le varie sfumature psicologiche dei personaggi stessi. I linguaggi usati sono molteplici, infatti l'italiano è mescolato con il veneto, il bergamasco e una sorta di ebraico. Tra gli elementi caratterizzanti la commedia, spiccanono le marcate parodie e satire.

## Composizioni (Pubblicate a Venezia)

### Musica profana
- Canzonette a 3 voci di Horatio Vecchi et di G. Capilupi (1597; ristampa 1606)
- Canzonette Libro I a 4 voci (1580)
- Canzonette Libro II 4 voci (1580)
- Canzonette Libro III 4 voci (1585)
- Canzonette Libro IV a 4 voci (1590)
- Canzonette Libro I a 6 voci (1587)
- Madrigali a 6 voci Libro I (1583)
- Madrigali a 5 voci Libro I (1589)
- Selva di varia ricreatione nella quale si contengono varii soggetti a 3-10 voci, cioè madrigali, capricci, balli, arie, iustiniane, canzonette, fantasie, serenate, dialoghi, un lotto amoroso, con una battaglia a 10 nel fine e accomodatovi la intavolatura di Liuto alle arie, ai balli e alle canzonette (1590)
- L'amfiparnaso, comedia Harmonica a 5 voci (1597)
- Convito musicale nel quale si contengono vari soggetti et capricci a 3-8 voci, cioè madrigali, canzonette, villotte, iustiniane et dialoghi (1597)
- Le veglie di Siena overo i vari umori della musica moderna a 3-6 voci, composte e divise in due piacevole  e grave (1604)

### Musica sacra
- Lamentationes cum 4 paribus vox (1587)
- Motecta 4-6 et 8 voci Libro I (1590)
- Sacrarum cantionum 5-8 voci Libro II (1597)
- Hymni qui per totum annum in Ecclesia Romana concinuntur, partim brevi stilo super plano cantu, partim proprio marte... elaborati cum 4 vox (1604)
- Missarum 6 et 8 vox Libro I. Per Paulum Bravusium mutinensem ejus discipulum amatissimum primum in lucem editus (1607)

### Manoscritti
- Missa Julia duobus choris cum 8 voci
- Magnificat a 5 voci